# Vörhenyes fecske
A vörhenyes fecske (Cecropis daurica) a verébalakúak rendjébe, ezen belül a fecskefélék (Hirundinidae) családjába tartozó faj. Hazánkban ritkán előforduló kóborló, magyarországi fészkelését először 2017-ben észlelték.

## Rendszerezése
A fajt Carl von Linné svéd természettudós írta le 1758-ban, a Hirundo nembe Hirundo daurica néven. Besorolása vitatott, egyes szervezetek jelenleg is ide helyezik.

## Alfajai
- Cecropis daurica daurica (Laxmann, 1769) – nyáron északkelet-Kazahsztántól délkelet-Oroszországig és délközép-Kínáig; télen dél- és délkelet-Ázsia;
- Cecropis daurica emini (Reichenow, 1892) – délkelet-Szudántól, Ugandától és közép-Kenyától észak-Zambiáig és Malawiig;
- Cecropis daurica erythropygia (Sykes, 1832) – India; télen délebbre húzódik, Srí Lankáig;
- Cecropis daurica japonica (Temminck & Schlegel, 1845) – nyáron délkelet-Oroszország, északkelet, kelet- és dél-Kína, Észak-Korea, Dél-Korea, Japán; télen délkelet-Ázsiától észak-Ausztráliáig;
- Cecropis daurica kumboensis (Bannerman, 1923) – Sierra Leone és nyugat-Kamerun;
- Cecropis daurica melanocrissus (Rüppell, 1845) – Etiópia és Eritrea hegyvidéke;
- Cecropis daurica nipalensis (Hodgson, 1837) – nyáron a Himalája  vidéke, Tibet és észak-Mianmar; télen India;
- Cecropis daurica rufula (Temminck, 1835) – Délnyugat- és Dél-Európától és Észak-Afrikától Dél-Anatóliáig, Izraeltől, Északkelet-Szaúd-Arábiától, Nyugat- és Dél-Irántól Afganisztánon keresztül Északnyugat-Indiáig; télen Afrika és Délkelet-Ázsia.[2]

## Előfordulása
Dél-Európától Japánig, valamint Északnyugat-Afrikában, hegyvidéki és sziklás tengerpartokon költ. Vonuló faj, az európai állomány a telet Afrikában, az ázsiai pedig Indiában tölti. Kóborló példányai eljutottak Ausztráliába is.

### Kárpát-medencei előfordulása
Magyarországon ritka tavaszi és nyári vendég; 1999 és 2015 között például csak nyolc észlelése volt. A 2017-es év folyamán, áprilisban egyazon napon már két, feltehetőleg független észlelése is volt, egymástól több száz kilométeres távolságban, majd ugyanabban az évben fészkelését is megfigyelték Balatonfüreden, a Grand Anna Hotel mélygarázsának mennyezetén (a faj mediterrán elterjedési területén „klasszikusnak” számító fészkelési körülmények között). A 2017 májusától augusztusáig tartó észleléssorozat egyik különlegessége volt, hogy a fészkelés helyének közelében felfedeztek egy, valószínűleg az előző évből származó, korábban nem ismert vörhenyesfecske-fészket is. A 2017-es balatonfüredi fészkelés annak ellenére eredményes volt, hogy a szülő pár egyik tagja valószínűleg elpusztulhatott, így a másik szülő egyedül nevelte fel kirepülésükig a három fiókát.

## Megjelenése
Testhossza 16-17 centiméter, testtömege 19-29 gramm. Feje teteje és háta kékesfekete, tarkója és farcsíkja vörösessárga. A torka, melle és hasi része sárgásfehér. Farka hosszú és villás. Lassabban repül mint a sarlósfecske és jobban igénybe veszi a meleg levegő felhajtóerejét.
|  |  |

## Életmódja
A levegőben kapja el rovarokból álló táplálékát.

## Szaporodása
Víz közelében lévő hidak alá, barlangokban, kőfalakon, ritkábban épületekre építi fészkét. A nedves agyagból formázza bejárat után kiöblösödő költőhelyét, melynek a hossza a félmétert is elérheti. Fészekelja 3-6 tojásból áll, melyen 11-16 napig kotlik.
|  |  |